# 皮瑟蓬图瓦兹
皮瑟蓬图瓦兹（法語：Puiseux-Pontoise，法語發音：[pɥizø pɔ̃twaz] ⓘ）是法国法兰西岛大区瓦兹河谷省的一个市镇，属于蓬图瓦兹区。

## 地理
皮瑟蓬图瓦兹（49°3'24"N, 2°1'15"E）面积5.64 平方千米，位于法国法蘭西島大區瓦兹河谷省，该省份为法国北部内陆省份，北起瓦兹省，西接厄尔省，南至塞纳-圣但尼省、上塞纳省和伊夫林省，东临塞纳-马恩省。
与皮瑟蓬图瓦兹接壤的市镇（或旧市镇、城区）包括：蒙热鲁、库尔迪芒什、布瓦西莱勒里耶、塞尔吉、维奥讷河畔库尔塞勒、奥尼、萨日。

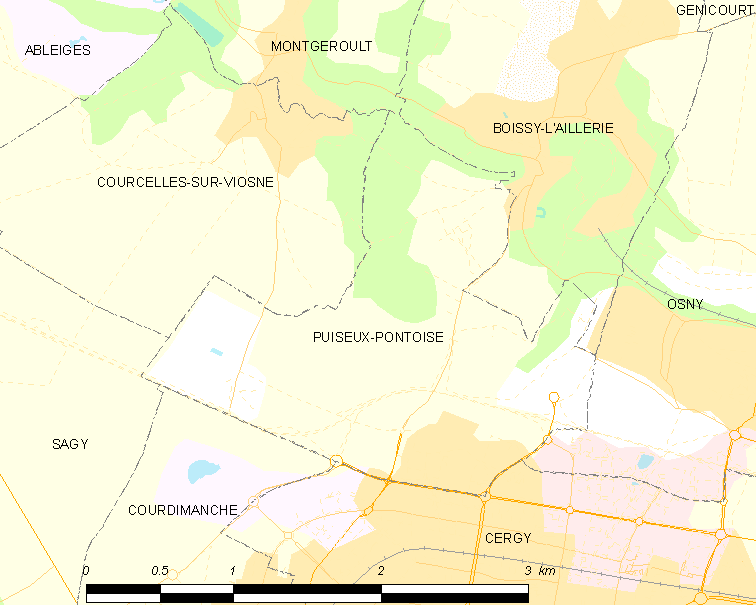
皮瑟蓬图瓦兹的OSM定位图

皮瑟蓬图瓦兹的时区为UTC+01:00、UTC+02:00（夏令时）。

## 行政
皮瑟蓬图瓦兹的邮政编码为95650，INSEE市镇编码为95510。

## 政治
皮瑟蓬图瓦兹所属的省级选区为塞尔吉第一县。

## 人口

1962-2008年间皮瑟蓬图瓦兹人口变化图示

皮瑟蓬图瓦兹于2022年1月1日时的人口数量为593人。